# 横山盛資
横山 盛資（よこやま もりすけ）は、戦国時代から安土桃山時代にかけての武将。

## 略歴
備後杉原氏の重臣。小森館を居所とする。横山氏は天正17年（1548年）、大内・毛利氏による神辺城攻めの際、神辺城主・山名理興の被官でありながら大内氏と通じ、和平の調略を行った。弘治3年（1557年）に理興の一族であった山手銀山城主・杉原盛重が神辺城主になり、その重臣である盛資・盛政父子が勢力を拡大した。盛重の死後、杉原氏が内訌によって滅亡した後も吉川・小早川両氏の援助により、その知行は安堵された。
慶長5年（1600年）、関ヶ原の戦いによる毛利氏の防長移封後は帰農し、代々、小森の庄屋として小森館に住んだ。